# Ewawoos
Ewawoos, pleme Stalo Indijanaca, šire grupe Cowichan, koji su živjeli u  'gradu'  SqEltEn (Skeltem), dvije milje od Hopea na rijeci Fraser u kanadskoj provinciji Britanska Kolumbija. Populacija im je 1904. iznosila 27. Jezično su pripadali porodici Salishan.
Ostale varijante ovog imena su: Ewahoos, Ewa-woos, Ēwā’wus